# 1974 год в телевидении
Список 1974 год в телевидении описывает события в мире телевидения, произошедшие в 1974 году.

## События

### Январь
- 6 января — Запущен телеканал CKGN-TV (Брантфорд, Онтарио, Канада).
- 7 января — Вышел в эфир первый выпуск телеигры Джекпот на телеканале NBC (США).

### Февраль
- 1 февраля — Запущен телеканал KITC (ныне вещает под названием KIVI-TV) (Бойсе, Айдахо, США).
- 2 февраля — Филиппинский правительственный телеканал GTV 4 (ныне вещает под названием Народная телевизионная сеть) начал свою работу под управлением Национального центра медиа-производства.

### Апрель
- 6 апреля — В городе Брайтон (Великобритания) состоялся финал 19-го конкурса песни Евровидение. Победу одержала группа ABBA из Швеции с песней Waterloo.

### Август
- 7 августа - реорганизация Управления французского национального и телевидения на национальные компании «ТФ1», «Антенн 2», «Франс Регион 3», «Радио Франс» и государственные учреждения «Теледифюзьон де Франс», «Французская телепроизводящая компания», «Национальный институт аудиовизуала»

### Сентябрь
- 7 сентября — вышла в эфир телепередача Утренняя почта.

### Без точных дат
- Вышла в эфир телепередача 9 студия.
- Телеспектакль «Баллада о парнишке»[1]; в ролях, в том числе:
  - Жвания, Лиана Дмитриевна,
  - Шестакова, Татьяна Борисовна,
  - Тараторкин, Георгий Георгиевич,
  - Хочинский, Александр Юрьевич.

## Родились
- 1 января — Рем Магед — египетский журналист и телеведущий.
- 9 января — Баян Есентаева — казахстанская телеведущая, актриса и продюсер.
- 12 января — Константин Ивлев — российский телеведущий и шеф-повар.
- 25 января — Дмитрий Казнин — российский радио и телеведущий, и журналист. (ум. 2021).
- 3 февраля — Игорь Пелых — украинский телеведущий (погиб в ДТП в 2009 году).
- 4 февраля — Урмила Матондкар — индийская телеведущая, актриса и певица.
- 9 февраля — Эмбер Валлета — американская телеведущая, актриса и топ-модель.
- 14 февраля — Гарик Мартиросян — российский телеведущий, шоумен, актёр и юморист.
- 15 февраля — Джина Линн — американская телеведущая, актриса и фотомодель.
- 20 февраля — Офелия Винтер — французская телеведущая, актриса и певица.
- 28 февраля — Екатерина Коновалова — российская телеведущая.
- 26 марта — Кристина Зурер — швейцарская телеведущая, автогонщица и фотомодель.
- 16 апреля — 
  - Василиса Володина — российская телеведущая (Давай поженимся) и астролог.
  - Эдуард Петров — российский тележурналист.
- 20 апреля — Татьяна Геворкян — российская телеведущая, журналист и актриса.
- 29 апреля — Ирина Дмитракова — российская радио и телеведущая, актриса, продюсер и топ-модель.
- 10 мая — Кэтрин МакКорд — американская телеведущая, актриса, журналистка, блогер и фотомодель.
- 20 мая — Олеся Судзиловская — российская телеведущая и актриса.
- 7 июня — Эдвард Майкл «Беар» Гриллс — британский телеведущий, писатель и путешественник.
- 12 июня —
  - Татьяна Завьялова — российская телеведущая и топ-модель.
  - Алексей Пивоваров — российский телеведущий.
- 19 июня — Дарья Волга — российская телеведущая, актриса и художница.
- 25 июня — Ольга Родионова — российская телеведущая, актриса и фотомодель жанра «ню».
- 27 июня — Таша Строгая — российская телеведущая (Снимите это немедленно) и художница-модельерша.
- 5 июля — Тутта Ларсен — российская телеведущая и виджей.
- 8 июля — Жанна Фриске — российская телеведущая, актриса и певица (ум. 2015).
- 13 июля — Алексей Попов — российский журналист и телекомментатор.
- 11 августа — Оскар Кучера — российский радио и телеведущий, актёр и музыкант.
- 16 августа — Алла Довлатова — российская радио и телеведущая и актриса.
- 17 августа — Джулиана Ранчич — американская телеведущая, журналистка, актриса, сценаристка и продюсер.
- 22 августа — Марат Башаров — российский актёр и телеведущий.
- 10 сентября — Александр Ревва — российский телеведущий, шоумен, актёр-комик и певец.
- 19 сентября — Виктория Сильвстедт — шведская телеведущая, актриса, певица и фотомодель.
- 28 сентября — Мария Киселёва — российская телеведущая (Слабое звено) и синхронистка, чемпионка по синхронному плаванию.
- 2 октября — Кортни Хэнсен — американская телеведущая, журналистка, актриса и писательница.
- 6 октября — Дмитрий Губерниев — российский телеведущий и спортивный комментатор.
- 9 ноября — Бриджет Маасланд — нидерландская телеведущая, журналистка, актриса, продюсер и фотомодель.
- 10 ноября — Джулия Зигель — немецкая телеведущая, журналистка, актриса и фотомодель.
- 11 ноября — Олеся Железняк — российская телеведущая и актриса.
- 13 декабря — Сара Кокс — английская телеведущая и журналистка.

## Скончались
- 20 марта — Чет Хантли (63) — американский радио и телекомментатор и телеведущий (род. 1911).
- 17 апреля — Фрэнк МакГи (53) — американский телевизионный журналист (род. 1921).
- 15 июля — Кристин Чаббак (29) — американская тележурналистка, самоубийство в прямом эфире (род. 1944).
- 13 октября — Эд Салливан (73) — американский журналист и телеведущий (род. 1901).
- 26 декабря — Джек Бенни (80) — американский актёр-комик и телеведущий (род. 1894).